# Damarraja
Damarraja is een bestuurslaag in het regentschap Sukabumi van de provincie West-Java, Indonesië. Damarraja telt 2886 inwoners (volkstelling 2010).